# Ōza 1998
L'Ōza 1998 è stata la quarantaseiesima edizione del torneo goistico giapponese Ōza.

## Svolgimento

### Fase preliminare
La fase preliminare serve a determinare chi accede al torneo per la selezione dello sfidante. Consiste in una serie di tornei preliminari iniziali, i cui vincitori si qualificano al torneo per la determinazione dello sfidante.
- W indica vittoria col bianco
- B indica vittoria col nero
- X indica la sconfitta
- +R indica che la partita si è conclusa per abbandono
- +N indica lo scarto dei punti a fine partita
- +F indica la vittoria per forfeit
- +T indica la vittoria per timeout
- +? indica una vittoria con scarto sconosciuto
- V indica una vittoria in cui non si conosce scarto e colore del giocatore

|  | Primo turno       | Primo turno       | Primo turno |  |  | Secondo turno   | Secondo turno   | Secondo turno |       |                | Semifinali     | Semifinali | Semifinali |  |  | Finale | Finale | Finale |
|  |                   |                   |             |  |  |                 |                 |               |       |                |                |            |            |  |  |        |        |        |
|  | Kōichi Oya        | Kōichi Oya        | B+R         |  |  |                 |                 |               |       |                |                |            |            |  |  |        |        |        |
|  | Satoshi Yuki      | Satoshi Yuki      |             |  |  | Kōichi Oya      | Kōichi Oya      | B+R           |       |                |                |            |            |  |  |        |        |        |
|  | Masao Kato        | Masao Kato        | B+3,5       |  |  | Masao Kato      | Masao Kato      |               |       |                |                |            |            |  |  |        |        |        |
|  | Naoki Hane        | Naoki Hane        |             |  |  |                 |                 |               |       | Kōichi Oya     | Kōichi Oya     | B+1,5      |            |  |  |        |        |        |
|  | Kunio Oyama       | Kunio Oyama       | W+0,5       |  |  |                 | Kunio Oyama     | Kunio Oyama   |       |                |                |            |            |  |  |        |        |        |
|  | Hiroshi Yamashiro | Hiroshi Yamashiro |             |  |  | Kunio Oyama     | Kunio Oyama     | B+4,5         |       |                |                |            |            |  |  |        |        |        |
|  | Hideyuki Fujisawa | Hideyuki Fujisawa |             |  |  | Shikun Ryu      | Shikun Ryu      |               |       |                |                |            |            |  |  |        |        |        |
|  | Shikun Ryu        | Shikun Ryu        | W+5,5       |  |  |                 |                 |               |       |                | Kōichi Oya     | Kōichi Oya |            |  |  |        |        |        |
|  | Ō Meien           | Ō Meien           |             |  |  |                 | Ō Rissei        | Ō Rissei      | W+1,5 |                |                |            |            |  |  |        |        |        |
|  | Norimoto Yoda     | Norimoto Yoda     | W+1,5       |  |  | Norimoto Yoda   | Norimoto Yoda   |               |       |                |                |            |            |  |  |        |        |        |
|  | Kunio Kamimura    | Kunio Kamimura    | B+R         |  |  | Kunio Kamimura  | Kunio Kamimura  | B+R           |       |                |                |            |            |  |  |        |        |        |
|  | Kunio Ishii       | Kunio Ishii       |             |  |  |                 |                 |               |       | Kunio Kamimura | Kunio Kamimura |            |            |  |  |        |        |        |
|  | Cho Chikun        | Cho Chikun        |             |  |  |                 | Ō Rissei        | Ō Rissei      | B+R   |                |                |            |            |  |  |        |        |        |
|  | Michael Redmond   | Michael Redmond   | W+R         |  |  | Michael Redmond | Michael Redmond |               |       |                |                |            |            |  |  |        |        |        |
|  | Yoshio Ishida     | Yoshio Ishida     |             |  |  | Ō Rissei        | Ō Rissei        | W+2,5         |       |                |                |            |            |  |  |        |        |        |
|  | Ō Rissei          | Ō Rissei          | B+2,5       |  |  |                 |                 |               |       |                |                |            |            |  |  |        |        |        |

### Finale
La finale è una sfida al meglio delle cinque partite.